# غلامحسین میرزاصالح
غلامحسین میرزاصالح فرزند حسن (۲۲ بهمن ۱۳۲۴ در تهران – ۱۴ اسفند ۱۴۰۱) نویسنده، پژوهشگر و مترجم برجسته ایرانی بود. حوزه کار تخصصی او تاریخ قاجاریه و پهلوی بود، اما دامنه علاقه‌اش تاریخ، ادبیات و هنرجهانی را هم دربر داشت. او به زبان‌های انگلیسی و فرانسه تسلط داشت. میرزاصالح در زمینه تصحیح و ترجمه منابع پژوهشی تاریخ معاصر ایران پیشگام بود. برخی از آثار او به‌عنوان منابع مهم دوران‌ مشروطه و رضاشاه شناخته می‌شوند.

## زندگی‌نامه
غلامحسین میرزاصالح در ۲۲ بهمن ۱۳۲۴ در تهران زاده شد.فرزند حسن او نوه میرزا صالح شیرازی (از نخستین دانش‌آموختگان ایرانی در اروپا و ناشر روزنامه‌ٔ کاغذ اخبار) بود. او تحصیلات ابتدایی و متوسطه را در تهران به پایان رساند و در رشته علوم سیاسی از دانشگاه ملی لیسانس گرفت. سپس به انگلستان رفت و از دانشگاه آکسفورد دانشنامه دکتری علوم سیاسی گرفت و پس از آن از دانشگاه لوزان سوئیس در رشته ادبیات درجه دکتری گرفت. او پس از بازگشت به ایران در دانشگاه ملی به‌عنوان استاد علوم سیاسی مشغول به تدریس شد و از ۱۳۶۰ یکسره به کار تألیف و ترجمه پرداخت. پس از انقلاب فرهنگی از ادامه تدریس میرزاصالح جلوگیری و در اوایل دهه هفتاد خورشیدی مدتی بازداشت شد. پس از بازداشت، در برنامه تلویزیونی هویت اعترافاتی از او پخش شد.

## آثار
- نوسازی ژاپن، ادموند اْکانر، غلامحسین میرزا صالح (مترجم)، ناشر: مازیار، ۱۳۶۰
- سرزمین گوجه‌های سبز، هرتا مولر، غلامحسین میرزاصالح (مترجم)، ناشر: مازیار
- عروج، جرزی کوزینسکی، ترجمه محمد قاضی و غلامحسین میرزاصالح، تهران: نیلوفر، ۱۳۶۳
- فروپاشی قاجار و برآمدن پهلوی، غلامحسین میرزاصالح، ناشر: نگاه معاصر
- نانکینگ: شرح جنایات ژاپن در چین، آیریس چانگ، غلامحسین میرزاصالح (مترجم)، ناشر: نگاه معاصر
- خاطرات سیاسی سید محمد علی‌ شوشتری (خفیه‌نویس رضا شاه پهلوی)، به اهتمام غلامحسین میرزاصالح، تهران، انتشارات کویر، ۱۳۷۹
- خاطرات ارباب کیخسرو شاهرخ، غلامحسین میرزاصالح، شاهرخ شاهرخ، راشنا رایتر، ناشر: مازیار - ۱۳۸۲
- نامه‌هایی از تهران: خاطرات سفیر کبیر انگلستان در ایران در جنگ جهانی دوم، ریدرویلیام بولارد، غلامحسین میرزاصالح (مترجم)، ناشر: نگاه معاصر
- «گفتگو با دکتر عباس زریاب خویی: تاریخ، نظریه تاریخ، تاریخ‌نگاری»، غلامحسین میرزاصالح، ناشر: فرزان روز - ۱۳۸۱
- مذاکرات مجلس اول: ۱۳۲۶ - ۱۳۲۴ توسعه سیاسی ایران در ورطه سیاست بین‌الملل، غلامحسین میرزاصالح، ناشر: مازیار
- بحران دموکراسی در مجلس اول: خاطرات و نامه‌های خصوصی میرزا فضلعلی آقا تبریزی، غلامحسین میرزاصالح، ناشر: نگاه معاصر
- خاطرات سیاسی قوام‌السلطنه، غلامحسین میرزاصالح، ناشر: معین
- سفرنامه‌ها: میرزا صالح شیرازی، غلامحسین میرزاصالح (به اهتمام)، ناشر: نگاه معاصر
- بچه‌های ژیواگو: آخرین نسل روشنفکران روسیه، ولادیسلاومارتینوویچ زوبوک، غلامحسین میرزاصالح (مترجم)، ناشر: معین
- سرگذشت آنا آخماتووا، ایلین فاینشتاین، غلامحسین میرزاصالح (مترجم)، ناشر: مازیار
- رجال و دیپلمات‌های عصر قاجار و پهلوی، ریدرویلیام بولارد، یاسنت لوئی رابینو، جورج پرسی چرچیل، غلامحسین میرزاصالح (مترجم)، ناشر: معین
- دیپلماسی و قتل در تهران، لارنس کلی، غلامحسین میرزاصالح (مترجم)، ناشر: نگاه معاصر
- برخورد تمدن‌ها: چالش سنت و مدرنیته، غلامحسین میرزاصالح، برنارد لوئیس، ناشر: مازیار - ۱۳۸۲
- گریبایدف: شاعر سیاست پیشه، لارنس کلی، غلامحسین میرزاصالح (مترجم)، ناشر: نگاه معاصر
- روشنفکران و عالیجنابان خاکستری، ویتالی شنتالینسکی، غلامحسین میرزاصالح (مترجم)، ناشر: مازیار
- باخ: فیلسوف نغمه‌ها، دنیس آرنولد، غلامحسین میرزاصالح (مترجم)، ناشر: مازیار
- خاطرات شیخ ابراهیم زنجانی (سرگذشت زندگانی من)، شیخ ابراهیم زنجانی، به اهتمام غلامحسین میرزاصالح، انتشارات کویر، چاپ اول، ۱۳۷۹